# アニエーネ川
アニエーネ川（アニエーネがわ、イタリア語: Aniene）は、イタリア中部のラツィオ州を流れる河川。ローマ旧市街の北側でテヴェレ川に合流する。古代には多くのローマ水道の水源として利用された。

## 名称
ラテン語ではアニオ川（Anio）。また、かつてはテヴェローネ川（Teverone）と呼ばれた。

## 地理
フィレッティーノ（フロジノーネ県北部）の山中に源を発する。スビアーコ、ヴィコヴァーロ、ティボリを経て、ローマ旧市街の北側、ポンテ・サラリオ（サラリオ橋） (Ponte Salario) 付近でテヴェレ川に合流する。

## 歴史
古代のローマ水道のうち4本（旧アニオ水道、マルキア水道、クラウディア水道、新アニオ水道）が、アニエーネ川とその支流を水源としていた。
アニエーネ川に架かる歴史的に著名な橋として、ポンテ・サラリオ、ポンテ・ノメンターノ (Ponte Nomentano) 、またスビアーコのポンテ・サンフランチェスコが挙げられる。これらの橋はいずれも塔を備えた構造で建設された（このうちポンテ・サラリオでは古い橋の構造は大きく失われた）。
スビアーコには、皇帝ネロによって3つのダム (Subiaco Dam) がつくられた。このダムは1305年に崩壊するまで、世界で最も高いダムであった。

## ギャラリー

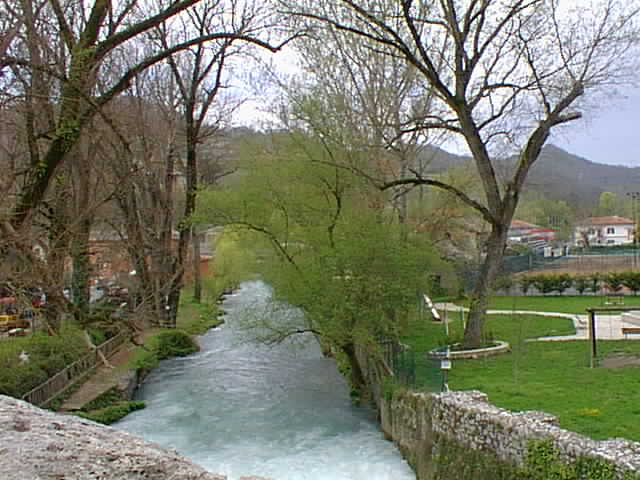
スビアーコを流れるアニエーネ川
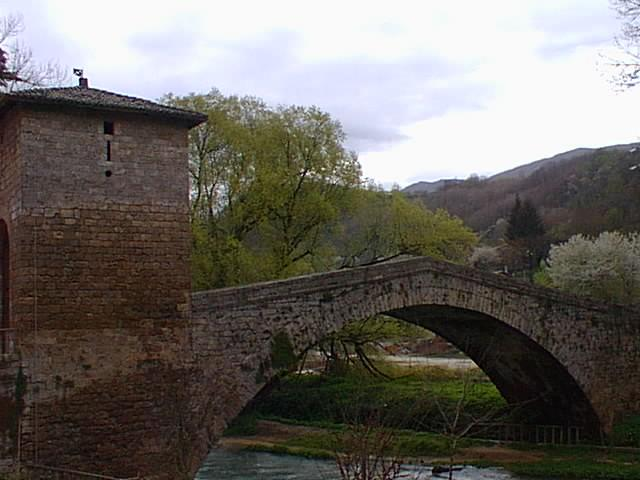
スビアーコのサンフランチェスコ橋
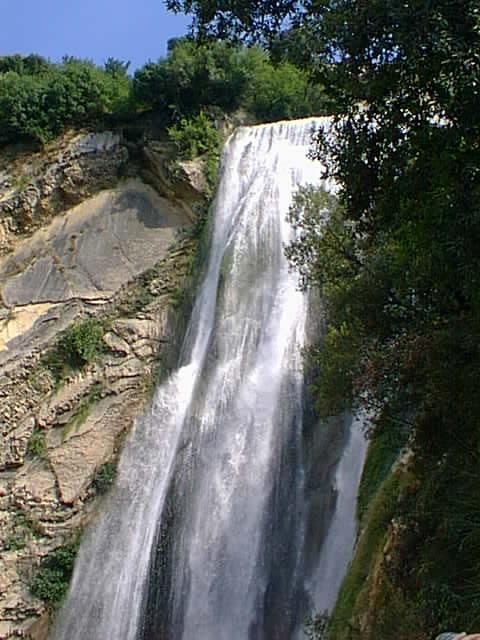
ティヴォリの滝
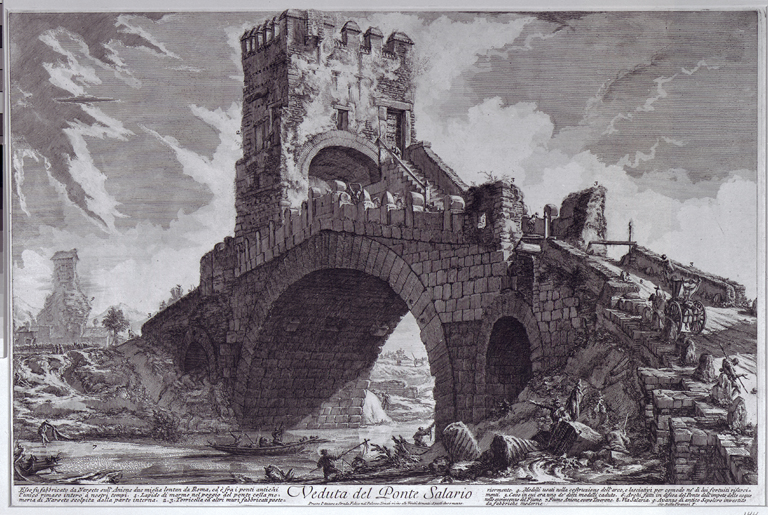
往年のサラリオ橋（18世紀の版画）
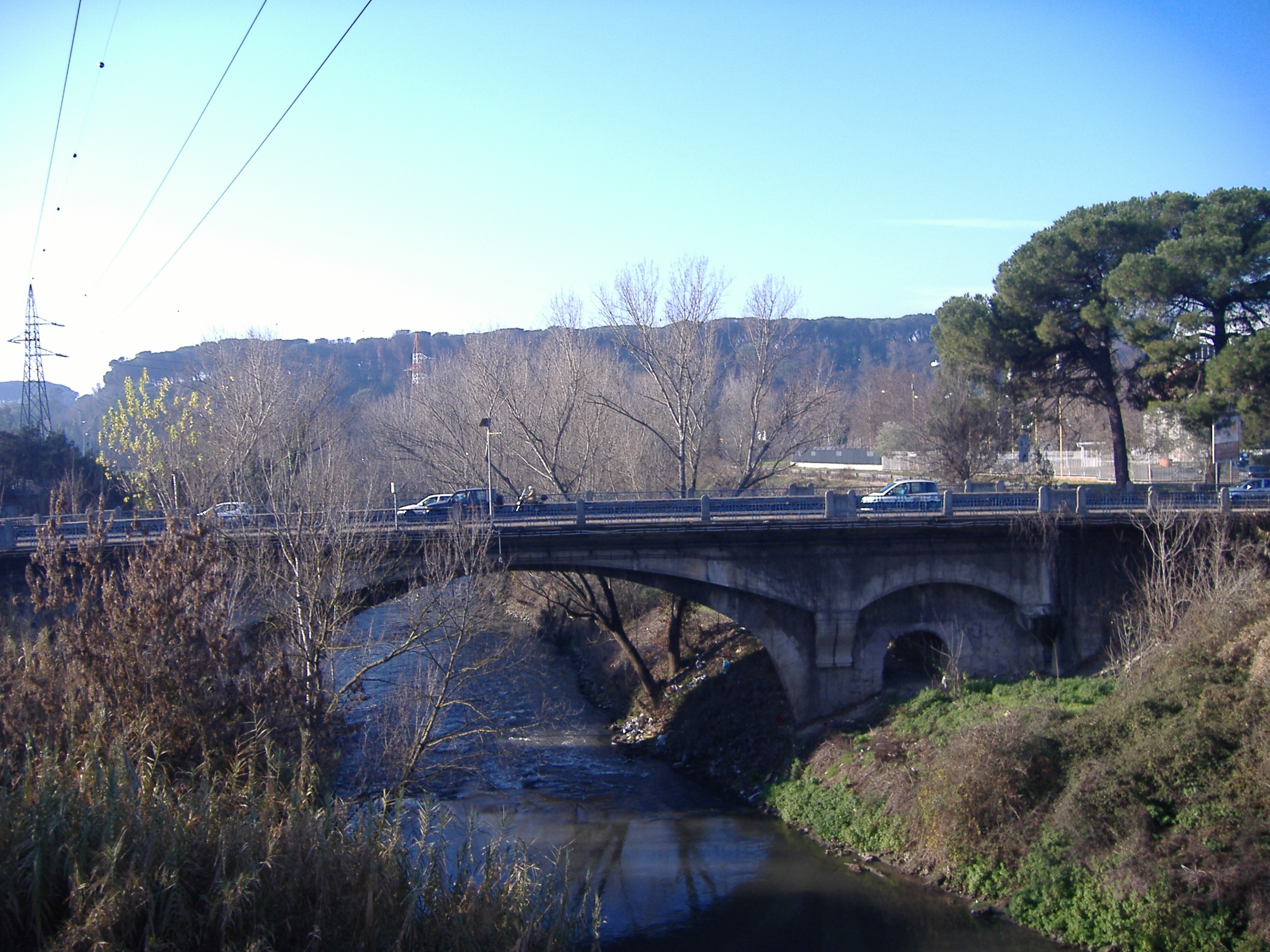
サラリオ橋